# Rivière Kâwâcebîyak
La rivière Kâwâcebîyak est un affluent de la rivière Bell, coulant dans le territoire de Eeyou Istchee Baie-James (municipalité), dans la région administrative du Nord-du-Québec, au Québec, au Canada.
La confluence de la rivière Kâwâcebîyak constitue la limite Sud de la réserve de biodiversité projetée du Lac Taibi.
La foresterie constitue la principale activité économique du secteur ; les activités récréotouristiques, en second. La surface de la rivière Kâwâcebiyak est généralement gelée du début décembre à la fin avril.
Les routes forestières R1000 (menant vers le Nord-Ouest) passe au Sud de la zone supérieure de la rivière.

## Géographie
Les bassins versants voisins de la rivière Kâwâcebiyak sont :
- côté nord : rivière Bell ;
- côté est : rivière Bell, ruisseau Kâpiskagamacik, rivière Miskomin, rivière Bigniba ;
- côté sud : rivière Daniel, rivière Bigniba ;
- côté ouest : rivière Daniel, Rivière de l'Esturgeon (rivière Bell), rivière Harricana, lac Taibi.

La rivière Kâwâcebiyak prend naissance dans la partie Sud de Eeyou Istchee Baie-James (municipalité), en Jamésie à la confluence de deux ruisseaux (altitude : 279 m). Cette source est située à 4,5 km au Nord de la source de la rivière Miskomin.
Le cours de la rivière Kâwâcebiyak coule sur 9,0 km selon les segments suivants :
- 4,0 km vers le Nord, jusqu’à la zone élargie de la rivière ;
- 5,0 km vers le Nord-Ouest dans une zone élargie de la rivière, jusqu’à sa confluence[2].

La rivière Kâwâcebiyak se déverse sur la rive Sud d’un chenal de la rivière Bell contournant par le Sud l’île Kâmâgibihak (longueur : 5,7 km ; largeur : 2,6 km). Le lac Taibi borde cette île du côté Ouest.
À partir de la confluence de la rivière Kâwâcebiyak, la rivière Bell coule vers l’Ouest en traversant le lac Taibi, puis vers le Nord jusqu’à la rive Sud du lac Matagami. Cette dernière se déverse à son tour dans la rivière Nottaway, un affluent de la Baie de Rupert (Baie James).
La confluence de la rivière Kâwâcebiyak avec la rivière Bell est la même que celle de la rivière Daniel. Cette confluence est située à :
- 27,2 km au Sud-Ouest de la route 109 ;
- 15,4 km au Sud-Ouest de la voie ferrée menant à Matagami ;
- 40,3 km au Sud-Est du centre-ville de Matagami ;
- 54,2 km au Nord-Ouest du centre du village de Lebel-sur-Quévillon.

## Histoire
Le « Kâwâcebîyak » provient de l'algonquin et signifie « brillant ». Le toponyme « Kâwâcebîyak » a été officialisé le 25 avril 1990 à la Commission de toponymie du Québec, soit lors de sa création.